# Точка Фейнмана

Первые 1000 цифр числа π. Две повторяющиеся цифры помечены жёлтым, три — зелёным, а шесть — красным

Точка Фейнмана — последовательность из шести девяток, начинающаяся с 762-го низшего разряда десятичной дроби числа π. Носит имя американского физика Ричарда Фейнмана (1918—1988), который в шутку заявил на одной из лекций, что хотел бы запомнить цифры числа π до этой позиции, чтобы заканчивать рассказ кому-либо словами «девять, девять, девять, девять, девять, девять и так далее», как бы предполагая, что значение π рационально.

## Статистика
Для случайно выбранной последовательности цифр вероятность встретить шесть девяток подряд где-то среди первых 762 цифр равна приблизительно 0,08 % (на 2024 год неизвестно, является ли π нормальным числом).
Следующая комбинация шести одинаковых цифр подряд, опять девяток, в числе π встречается на позиции 193 034. На позиции 222 299 можно найти шесть восьмёрок. Ноль повторяется шесть раз в позиции 1 699 927. Последовательность же «12345678» встречается уже в позиции 186 557 266. Последовательность цифр «141592», которая находится сразу после запятой, повторяется в позиции 821 582. Последовательность «123456789» можно встретить уже только на позиции 523 551 502.
Точкой Фейнмана также называют первое возникновение последовательности четырёх или пяти идентичных цифр. Например, точка Фейнмана для цифры 7 — 1589, позиция в числе π, где семёрка впервые повторяется четыре раза подряд.
Точка Фейнмана для основания натуральных логарифмов числа e встречается на значительно более удалённом месте (384 340-я позиция), при этом последовательность включает сразу восемь идущих подряд девяток.

## Десятичное представление
Число π до точки Фейнмана (включительно):
| 3, | 1415926535 8979323846 2643383279 5028841971 6939937510 5820974944 5923078164 0628620899 8628034825 3421170679 8214808651 3282306647 0938446095 5058223172 5359408128 4811174502 8410270193 8521105559 6446229489 5493038196 4428810975 6659334461 2847564823 3786783165 2712019091 4564856692 3460348610 4543266482 1339360726 0249141273 7245870066 0631558817 4881520920 9628292540 9171536436 7892590360 0113305305 4882046652 1384146951 9415116094 3305727036 5759591953 0921861173 8193261179 3105118548 0744623799 6274956735 1885752724 8912279381 8301194912 9833673362 4406566430 8602139494 6395224737 1907021798 6094370277 0539217176 2931767523 8467481846 7669405132 0005681271 4526356082 7785771342 7577896091 7363717872 1468440901 2249534301 4654958537 1050792279 6892589235 4201995611 2129021960 8640344181 5981362977 4771309960 5187072113 4999999... |